# Barqueros (Murcia)

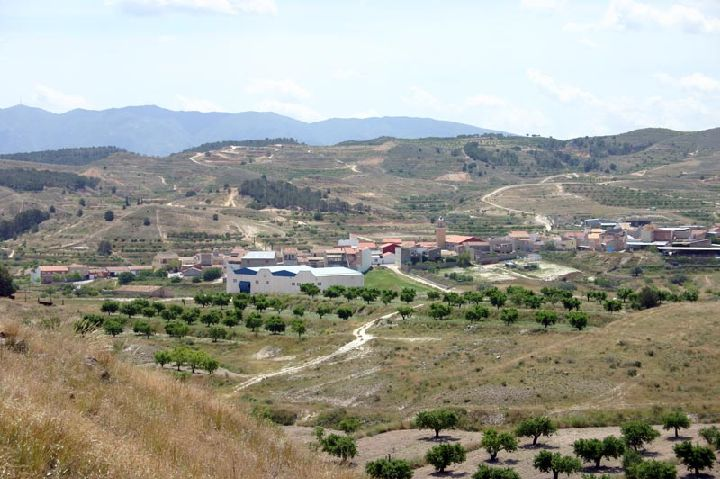
Vista aérea

Barqueros es una pedanía perteneciente al municipio de Murcia, en la Región de Murcia (España). Cuenta con una población de 1.038 habitantes (INE 2016) y una extensión de 19,750 km². Se encuentra a unos 23 km de Murcia y tiene una altura media de 320 metros sobre el nivel del mar.

## Geografía
Limita con:
- al norte: Mula y Cañada Hermosa
- al este: Sangonera la Seca
- al sur: Librilla
- al oeste: Mula

A nivel geográfico cabe destacar la presencia de un volcán cuya última erupción se produjo hace millones de años y cuya roca principal es la lamproita, el volcán de Barqueros.

## Historia
Barqueros logró en 1785 la consideración jurídico-administrativa de aldea de realengo con alcalde pedáneo.

## Economía
El sector económico principal de Barqueros es la agricultura (olivar, almendro y cebada) y la ganadería (lana).
Tradicionalmente el desarrollo económico de esta localidad se basó en el sector agropecuario. Los parajes barquereños eran áreas de cultivos típicamente mediterráneos como el olivo o el almendro, más característico de la zona. La almendra durante muchos años fue un producto fuertemente demandado, los agricultores locales la secaban y vendían a empresarios que tenían importantes explotaciones agropecuarias.
Cambio de orientación económica
Hoy día las dificultades climatológicas, el descenso acusado de las precipitaciones, ha quebrado buena parte de la bonanza productiva de los cultivos de secano de Barqueros, quedando los cultivos para el disfrute de sus propietarios.
El ganado, antiguamente habitual en los campos, donde cabañas ovinas pastaban, también ha quedado reducido.
Comercio de textiles
A partir de los años ochenta y noventa buena parte de los barquereños encontraron en la venta ambulante de textiles el que sería el principal aporte económico al desarrollo de la población.

## Comunicaciones

### Por carretera
La principal vía de comunicación es la carretera RM-C1, que comunica la localidad con Alcantarilla y Mula.

### Autobús
Presta servicio la siguiente línea de autobús interurbano:
| Línea     | Recorrido                                               | Operador |
| --------- | ------------------------------------------------------- | -------- |
| MUR-025-5 | Mula - Fuente Librilla - Barqueros - Murcia (a demanda) | Interbus |